# Hitman's Wife's Bodyguard
Hitman's Wife's Bodyguard (prt: O Guarda-Costas e a Mulher do Assassino; bra: Dupla Explosiva 2 - E a Primeira-Dama do Crime) é um filme estadunidense de comédia de ação lançado em 2021 e dirigido por Patrick Hughes, continuação de The Hitman's Bodyguard.